# 수학 상수
수학에서 상수(常數, constant)란 그 값이 변하지 않는 불변량으로, 변수의 반대말이다. 물리 상수와는 달리, 수학 상수는 물리적 측정과는 상관없이 정의된다.
수학 상수는 대개 실수체나 복소수체의 원소이다. 우리가 이야기할 수 있는 상수는 (거의 대부분 계산 가능한) 정의가능한 수이다.
특정 수학 상수, 예를 들면 골롬-딕맨 상수, 프랑세즈-로빈슨 상수, {\displaystyle {\sqrt {2}}}, 레비 상수와 같은 상수는 다른 수학상수 또는 함수와 약한 상관관계 또는 강한 상관관계를 갖는다.

## 수학 상수표
| 기호                        | 값                                            | 이름                                                                                 | 분류                | N                 | 알려진 때       | 알려진 소수점 자릿수 |
| --------------------------- | --------------------------------------------- | ------------------------------------------------------------------------------------ | ------------------- | ----------------- | --------------- | -------------------- |
| {\displaystyle 1}           | 1                                             | 일 , 하나                                                                            | 일반                | 정수.             | 고대            | ∞                    |
| {\displaystyle 0}           | 0                                             | 영                                                                                   | 일반                | 대수적 수         | 고대 BC 500년경 | ∞                    |
| {\displaystyle i}           | {\displaystyle {\sqrt {-1}}}                  | 허수 단위 , 아이({\displaystyle i})                                                  | 일반                | 복소수            | 1500년경        | ∞                    |
| {\displaystyle \pi }        | ≈ 3.14159 26535 89793 23846 26433 83279 50288 | 원주율                                                                               | 일반                | 초월수            | 고대            | 1,241,177,300,000    |
| {\displaystyle e}           | ≈ 2.71828 18284 59045 23536 02874 71352 66249 | 네이피어 수, 자연로그의 밑                                                           | 일반                | 초월수            | 1618년          | 12,884,901,000       |
| {\displaystyle {\sqrt {2}}} | ≈ 1.41421 35623 73095 04880 16887 24209 69807 | 2의 제곱근, 닮음비                                                                   | 일반                | 대수적 수, 무리수 | 고대            | 137,438,953,444      |
| {\displaystyle \gamma }     | ≈ 0.57721 56649 01532 86060 65120 90082 40243 | 오일러-마스케로니 상수                                                               | 일반, 수론          | ?                 | 1735년          | 108,000,000          |
| {\displaystyle \phi }       | ≈ 1.61803 39887 49894 84820 45868 34365 63811 | 황금비                                                                               | 일반, 피보나치 수열 | 대수적 수, 무리수 | 고대            | 3,141,000,000        |
| {\displaystyle \beta ^{*}}  | ≈ 0.70258                                     | 엠브리-트레페텐 상수                                                                 | 수론                | ?                 | ?               | ?                    |
| {\displaystyle \delta }     | ≈ 4.66920 16091 02990 67185 32038 20466 20161 | 파이겐바움 상수                                                                      | 혼돈 이론           | ?                 | 1975년          | ?                    |
| {\displaystyle \alpha }     | ≈ 2.50290 78750 95892 82228 39028 73218 21578 | 파이겐바움 상수                                                                      | 혼돈 이론           | ?                 | ?               | ?                    |
| {\displaystyle C_{2}}       | ≈ 0.66016 18158 46869 57392 78121 10014 55577 | 쌍둥이 소수 상수                                                                     | 수론                | ?                 | ?               | 5,020                |
| {\displaystyle M_{1}}       | ≈ 0.26149 72128 47642 78375 54268 38608 69585 | 메이쎌-메르텐스 상수 (Meissel-Mertens constant)                                      | 수론                | ?                 | 1866년 1874년   | 8,010                |
| {\displaystyle B_{2}}       | ≈ 1.90216 05782 4                             | 쌍둥이 소수에 대한 브룬 상수 (Brun's constant)                                       | 수론                | ?                 | 1919년          | 11                   |
| {\displaystyle B_{4}}       | ≈ 0.87058 83800                               | 소수 쿼드러플릿 (prime quadruplet)에 대한 브룬상수 (Brun's constant)                 | 수론                | ?                 | ?               | ?                    |
| {\displaystyle \Lambda }    | – 1.1·10-12                                   | 드 브루인-뉴먼 상수 (de Bruijn-Newman constant)                                      | 수론                | ?                 | 1950년?         | ?                    |
| {\displaystyle G}           | ≈ 0.91596 55941 77219 01505 46035 14932 38411 | 카탈란 상수 (Catalan's constant)                                                     | 조합론              | ?                 | ?               | 15,510,000,000       |
| {\displaystyle K}           | ≈ 0.76422 36535 89220 66                      | 란다우-라마누잔 상수                                                                 | 수론                | 무리수 (?)        | ?               | 30,010               |
| {\displaystyle K}           | ≈ 1.13198 82487 943                           | 비슈바나트 상수(Viswanath's constant 1 )                                             | 수론                | ?                 | ?               | 13                   |
| {\displaystyle L}           | ≈0.54325 89653 42976 70695 27282 95300 61323  | 란다우 상수 (Landau's constant)                                                      | 해석학              | ?                 | ?               | >1,000               |
| {\displaystyle B'_{L}}      | ≈ 1.08366                                     | 르장드르 상수 (Legendre's constant)                                                  | 수론                | ?                 | ?               | ?                    |
| {\displaystyle \mu }        | ≈ 1.45136 92348 83381 05028 39684 85892 027   | 라마누잔-솔드너 상수 (Ramanujan-Soldner's constant), 솔드너 상수(Soldner's constant) | 수론                | ?                 | ?               | 75,500               |
| {\displaystyle E_{B}}       | ≈ 1.60669 51524 15291 763                     | 에르되시-보어와인 상수 (Erdös-Borwein's constant)                                    | 수론                | 무리수            | ?               | ?                    |
| {\displaystyle \Lambda }    | ≈ 1.09868 58055                               | 렝겔 상수 (Lengyel's Constant)                                                       | 수론                | ?                 | 1992년          | ?                    |
|                             | ≈ 0.80939 40205                               | 알라디-그린스테드 상수 (Alladi–Grinstead constant)                                   | 조합론              | ?                 | ?               | ?                    |

## 관련 상수들

#### 자연로그의 밑관련
- 레비 상수
- 라플라스 극한
- 알라디-그린스테드 상수
- 뤼로스 상수

#### 감마함수관련
- 오일러-마스케로니 상수
- 프랑세즈-로빈슨 상수
- 번스타인 상수
- 아페리 상수
- 시에르핀스키 상수
- 가우스 상수
- 란다우 상수

#### 소수관련
- 브룬 상수
- 밀스 상수
- 골롬-딕맨 상수
- 빽하우스 상수
- 니븐 상수
- 로크스 상수
- 르장드르 상수
- 해프너-사낙크-맥컬리 상수
- 에르되시-보어와인 상수
- 마이셀-메르텐스 상수
- 쌍둥이 소수 상수
- 알틴 상수

#### 리만제타함수관련
- 드 브루인-뉴먼 상수
- 글레이셔-킨켈린 상수
- 포터 상수
- 가우스-쿠즈민-비어징 상수
- 킨친 상수

#### 피보나치 수관련
- 뤼카 수
- 역 피보나치 상수(Reciprocal Fibonacci constant)
- 비슈바나트 상수
- 엠브리-트레페텐 상수

#### 특정 대수방정식 관련
- 플라스틱 수
- 콘웨이 상수
- 바르가 상수(Varga constant)
- 체비쇼프 상수

## 기타 상수들
- 카앵 상수(Cahen's constant)
- 오메가 상수(Omega constant)
- 립의 4각 얼음 상수
- 유니버설 파라볼릭 상수(Universal parabolic constant)

## 같이 보기
- 함수
- 수학 기호
- 오일러의 곱셈 공식